# يوم خو
يوم خوّ بالخاء المعجمة المفتوحة والواو مشدودة وهو أحد أيام العرب والتي تواجهت فيها قبيلة بنو أسد وقبيلة بنو يربوع التميمية.

## نبذة
هجمت بنو أسد على بني يربوع فغنموا الإبل، إلا أن الأمر لم يصل إلى بنو يربوع إلى مساءًا بموضع يقال له خوّ، وكان ذؤاب بن ربيعة الأسدي يمتطي فرس أنثى بينما عتيبة بن الحارث بن شهاب على حصان ذكر، فأصبح حصان عتيبة يشتم ريح الفرس الأنثى في ظلمة الليل و يتبعها، ولم يشعر عتيبة إلا وقد أقحم فرسه على ذؤاب بن ربيعة الأسدي وهو غافل لا يرى ما بين يديه من شدة ظلمة الليل. وقد كان عتيبة لابسًا درعه وغفل عن جربّانها فلما أتى النذير لم يشده. فلما رآه ذؤاب الأسدي نحره بالرمح فخر صريعًا، ولحق الربيع بن عتيبة فشد على ذؤاب فأسره وهو لا يعلم أنه قاتل أبيه، فكان عنده أسيرًا حتى فاداه أبوه ربيعة بإبل معلومة قاطعة عليها، وتواعدا سوق عكاظ في الأشهر الحرم أن يأتي هذا بالإبل ويأتي هذا بالأسير، وأقبل أبو ذؤاب بالإبل، وشغل الربيع بن عتيبة فلم يحضر سوق عكاظ، فلما رأى ذلك ربيعة أبو ذؤاب لم يشك أن ذؤابا قد قتلوه بأبيهم عتيبة، فرثاه وقال:
فلما بلغهم الشعر قتلوا ذؤاب بن ربيعة.
وقالت آمنة بنت عتيبة بن شهاب اليربوعي التميمي ترثي أباها:
كما قال الأشهب بْن رميلة فِي يوم خَوّ: